# 염화 벤잘코늄
염화 벤잘코늄 (Benzalkonium chloride) 또는 염화 알킬디메틸벤질암모늄 (alkyldimethylbenzylammonium chloride)은 다양한 짝수 알킬 고리의 알킬벤질디메틸암모늄 클로라이드 혼합물이다. ADBAC라고도 한다. 벤잘코늄 클로라이드는 4차 암모늄 염에 속하는 질소 양이온 계면활성제이다. 염화 벤잘코늄은 살생제, 양이온 계면활성제 그리고 상간 이동 촉매제로 사용된다.

## 특성
염화 벤잘코늄은 에탄올과 아세톤에 잘 녹는다. 염화 벤잘코늄은 물에 잘 용해되지 않지만, 수용액 상태가 다루기 쉬워서 수용액 상태를 선호한다. 용액은 ph 6.5~8이고, 색깔은 무색 또는 옅은 노란색이다. 용액을 흔들면 거품이 많이 나고, 쓴맛이 난다.

## 용도
염화 벤잘코늄은 매우 광범위하게 사용된다.
- 피부 소독제
- 방부제
- 보존제
- 손 세정제
- 코 세정제
- 점안제
- 이용액 (귀약)
- 위생 수건, 항균 수건
- 바닥 청소제
- 수술 도구 소독제
- 포진, 수포 치료제
- 살조제

## 사건
염화 벤잘코늄은 과산화수소나 에탄올 소독제와 다르게 상처 부위에 자극을 주지 않고 소독할 수 있는 장점이 있다. 염화 벤잘코늄은 어린이들 상처의 살균 소독제로 수십년 동안 안전하게 사용되어 왔다. 하지만 폐로 들어갈 경우에는 지극히 높은 독성을 보이며 2시간 이내에 사망한다고 한다. 결국 2012년에 78명을 사망케 한 가습기 살균제 사건의 원인이 되었다. 그러나 2020년, 국내에서 시판된 손 세정제 1200여 종 중 123 종에 염화벤잘코늄이 함유되어 논란이 되었다. 그 중에는 분사형 소독제도 포함되어 있는데, 호흡기에 들어갈 수 있어 특히 위험하다. 식약처에서는 2019년에 이 실태를 인지했음에도 이렇다할 제재 의지를 보이지 않았다.

## 같이 보기
- 염화 벤제토늄
- 클로르헥시딘
- 포비돈-아이오딘

## 추가 문헌
- Bernstein IL: Is the use of benzalkonium chloride as a preservative for nasal formulations a safety concern? J Allergy Clin Immunol 2000 Jan; 105(1 Pt 1): 39-44.
- Graf P: Adverse effects of benzalkonium chloride on the nasal mucosa: allergic rhinitis and rhinitis medicamentosa. Clin Ther 1999 Oct; 21(10): 1749-55.
- Graf P, Hallen H, Juto JE: Benzalkonium chloride in a decongestant nasal spray aggravates rhinitis medicamentosa in healthy volunteers. Clin Exp Allergy 1995 May; 25(5): 395-400.